# Dossenheim
Dossenheim è un comune tedesco di 12 668 abitanti, situato nel nord-est del land del Baden-Württemberg ed appartenente al circondario Reno-Neckar.

## Geografia fisica

### Territorio
Dossenheim è situato sulla Bergstraße, ai piedi dell'Odenwald nella Regione metropolitana Reno-Neckar. A ovest del territorio comunale inizia la Fossa Renana, dove si trova la località Schwabenheim; ad est invece i colli dell'Odenwald sono divisi in tre parti da tre ruscelli e dalle loro valli.

## Storia

### Primi insediamenti
La Bergstraße è stata un'area di insediamenti molto antichi; ai confini di Dossenheim sono state trovate tracce di presenza umana appartenenti già dal Paleolitico. La presenza stabile in questa area è invece dimostrata nel Neolitico da ritrovamenti di attrezzi agricoli e sepolture.
Tracce più recenti risalenti all'età del bronzo e alla cultura di Hallstatt, così come alla cultura celtica e germanica, indicano una certa continuità abitativa sul territorio di Dossenheim. In seguito, ai tempi dell'occupazione romana della zona, si sviluppa da nord a sud ai piedi dei rilievi dell'Odenwald la platea montium che viene oggi chiamata Bergstraße in lingua tedesca. Nella zona dell'odierna Schwabenheim sono state rinvenute le fondamenta di una villa rustica che si trovava all'interno del limes germanico-retico ed era posta sotto la protezione del forte di Neuenheim. Nella vicina Lopudonum, oggi Ladenburg, si trovava un importante centro amministrativo dell'impero.
A seguito della progressivo indebolimento del potere romano, la zona fu occupata dagli alemanni dal terzo secolo d.C.
Di queste tribù germaniche rimangono solo poche tracce.

### Periodo germanico
Con l'arrivo dei germani dalla fine del quinto secolo inizia propriamente la storia della Dossenheim attuale. Uno dei primi ritrovamenti relativo a questo periodo è il Dossenheimer Schädel, il teschio di Dossenheim, appartenente ad una delle 520 sepolture femminili che presenta deformazioni rituali. Il centro dell'abitato più antico è sito alla fine della valle del ruscello Mühlbach, dove ci si poteva facilmente rifornire di acqua e si era relativamente difesi. Da qui inoltre si poteva fuggire facilmente nel bosco in caso di situazioni di pericolo, che forniva in aggiunta una importante risorsa di cibo. I pendii circostanti furono utilizzati inoltre per la viticoltura. Le circostanze topografiche favorirono così lo svilupparsi del primo agglomerato urbano.

### Appartenenza all'abbazia di Lorsch
La prima menzione scritta dell'abitato risale al 766 nel codice di Lorsch, per la vendita di un vigneto sito in Dossenheim all'abbazia di Lorsch e che fu registrata dal monaco Segwin. Il nome del luogo variò da documento a documento fino ai tempi moderni; è citato come Tossenheim (786), Dohssenheim (1033), Tussenheim (1273), Dosanaw (1504). Ricercatori sono in disaccordo sull'origine della denominazione del luogo, se si riferisca al nome di una persona ("Heim des Dosso", "casa di Dosso"), oppure all'antica denominazione della parola "pini" ("Dossen"). Tra il 766 e l'877 furono registrati in totale 41 trasferimenti di proprietà a Dossenheim per Lorsch, di cui 23 vigneti. Le località circostanti Schwabenheim, Handschuhsheim, Ladenburg e Schriesheim sono state citate per un totale di 760 volte. Inoltre l'insediamento agricolo di Schwabenheim è stato citato 763 volte; 794 volte trova citazione invece una Basilica, probabilmente situata nella zona della chiesa evangelica di Dossenheim attuale.

### Dominio di Schauenburg
L'abbazia di Lorsch sviluppò fino all'alto medioevo una significativa influenza sui territori nei pressi del Neckar. All'interno dei possedimenti dell'abbazia, Dossenheim era annoverato al dominio di Schauenburg, la cui sede si trovava a sud est degli Ölbergs. Inoltre è molto probabile che tale sede fosse precedentemente locata sul Kronenburg; la ripartizione precisa di queste zone è in gran parte sconosciuta; probabilmente sono esistiti due borghi contemporaneamente in questo periodo di tempo. Un altro borgo esistente sui territori di Dossenheim è Schwabeck; era situato sul Neckar, presso l'odierna località Schwabenheim. Tracce di questo insediamento si trovano con difficoltà, essendo stato distrutto nel XVI secolo da una serie di inondazioni. In alcuni abitanti riemerge più volte il nome von Schwabenheim, imparentato con i Signori di Handschuhsheim.
Il dominio di Schauenburg abbracciava le località di Dossenheim e di Handschuhsheim, ed occasionalmente di Seckenheim und Neuenheim. Il castello di Schauenburg trova citazione scritta per la prima volta intorno l'anno 1100. Poco dopo, nel 1130, il feudo di Lorsch fu incluso nella Diocesi di Spira, che in quel momento aveva un forte conflitto con Lorsch. Schauenburg si dovette quindi preoccupare del Geleitrecht ovvero della protezione che doveva essere offerta a viaggiatori e mercanti dalle entità feudali del Sacro Romano Impero. Tuttavia le famiglie di Schauenburg appoggiarono Sigfrido di Spira alla carica di vescovo della diocesi; che consentì un notevole ampliamento dei territori sotto il loro controllo, anche grazie a dei matrimoni con i Grafen con Lauffen. Questi nuovi possedimenti comprendevano località nella regione del Reno superiore ma anche nella Baviera attuale.

## Amministrazione

### Gemellaggi
- Le Grau-du-Roi